# Otto Merseburger

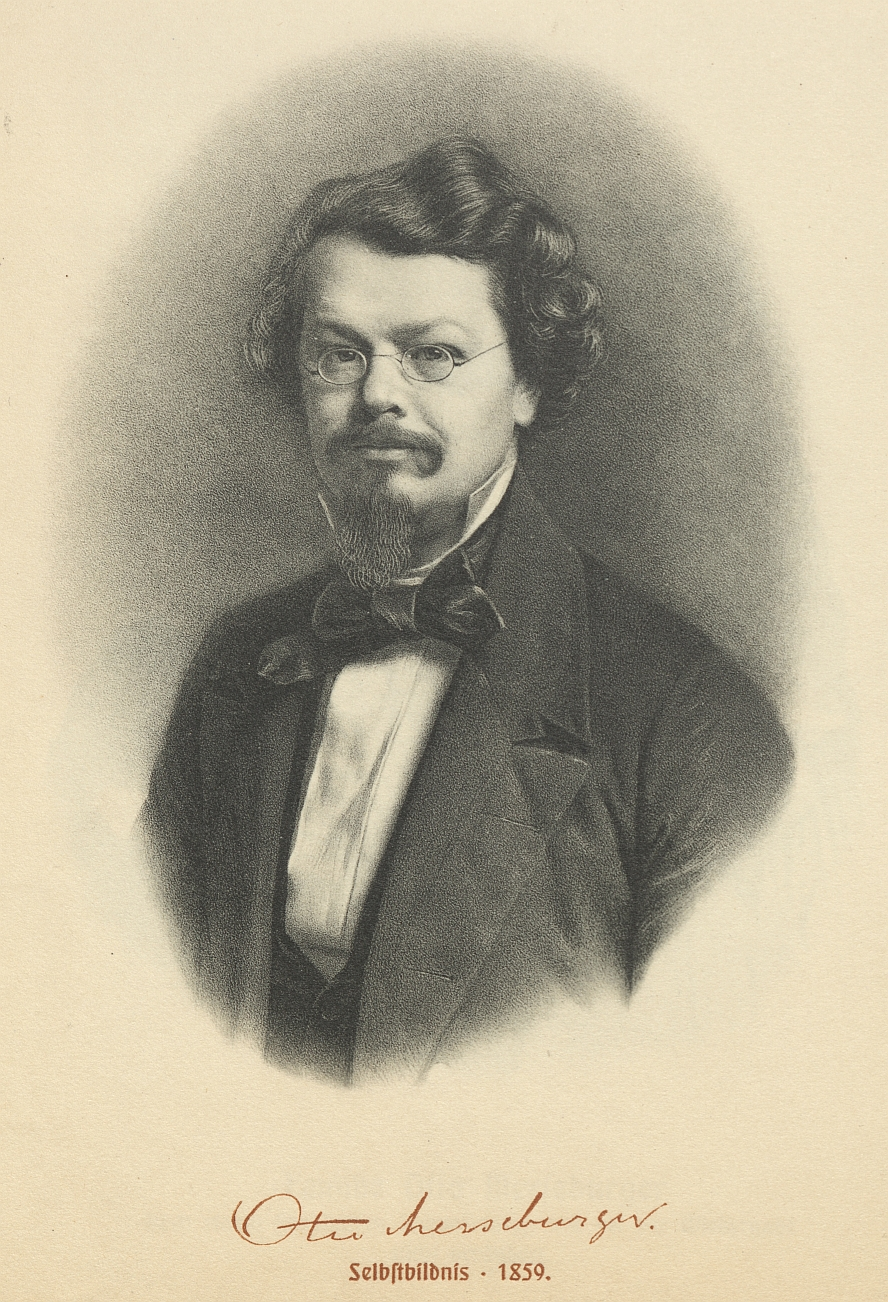
Selbstbildnis, 1859

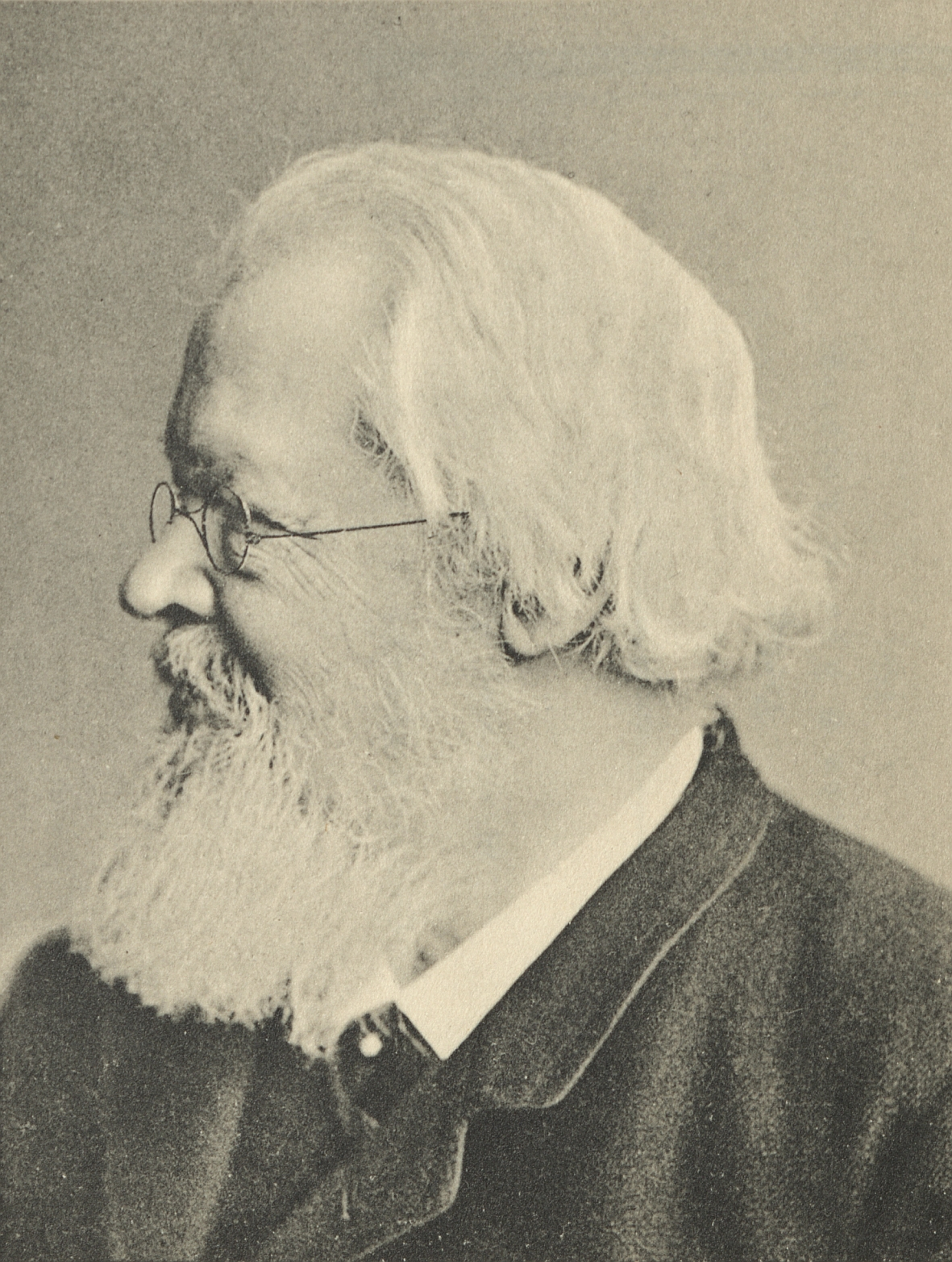
Um 1895

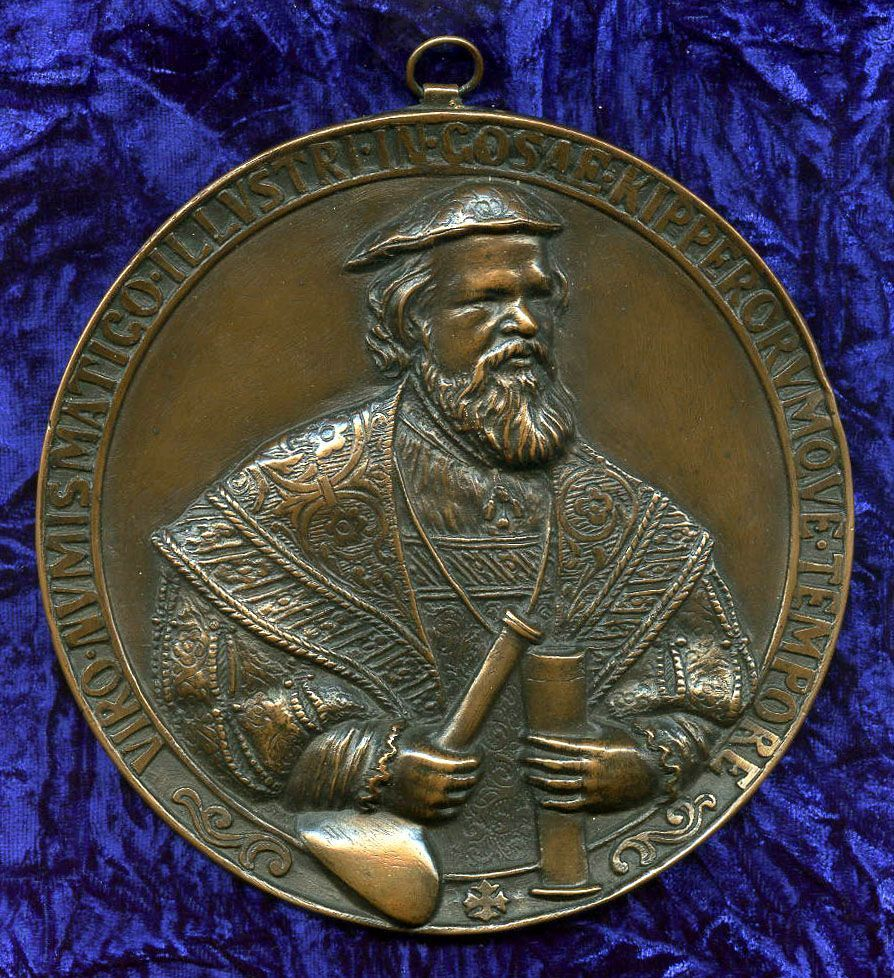
Scherzmedaille auf Otto Merseburger, um 1890

Otto Merseburger (* 18. Dezember 1822 in Leipzig; † 14. November 1898 ebenda) war ein deutscher Künstler, Verleger und Münzsammler.

## Leben und Wirken
Merseburger wurde als Sohn von Rosine Caroline Merseburger, geb. Einert (1789–1837) und dem Buchhalter Johann Joachim Erdmann Merseburger (1784–1865) geboren. Nach seiner Schulausbildung besuchte er die Allgemeine Kunst-Akademie in Dresden und ab 1845 die Königliche Akademie der Bildenden Künste in München. Zurück in Leipzig etablierte er sich als Zeichner und Lithograf vor allem von Porträts. Er lithografierte u. a. Abraham Meyer Goldschmidt, Wilhelm Roscher, Gustav Biedermann Günther, Karoline Hetzenecker, Albert Eilers, Georg von Cotta, Karl Heinrich Adelbert Lipsius, Johann Gottfried Stallbaum, Friedrich Grützmacher und Albert Dufour-Féronce. Im Jahr 1853 wurde er Prokurist im Verlag seines älteren Bruders Carl Wilhelm Merseburger. Als dieser 1885 verstarb, übernahm Otto den Verlag Carl Merseburger.
1870 begann Otto Merseburger zumeist albertinische und ernestinische Münzen zu sammeln, die er 1889 in der Neuen Börse erstmalig der Öffentlichkeit präsentierte. Die Sammlung bestand aus mehr als 11.000 Stücken. Im Jahr 1894 veräußerte er seine Sammlung an die Leipziger Münzhandlung Zschiesche & Köder, die fast 4.700 ausgewählte Münzen in einem Katalog anbot. Der mehrfach reproduzierte Katalog gilt bis heute in der Numismatik als Standardwerk für albertinische und ernestinische Münzen.
Er war von 1851 bis zu seinem Tod mit Anna Katharina Merseburger, geb. Schöffel verheiratet. Aus der Ehe gingen acht Kinder hervor, von denen allerdings vier sehr früh starben. Sein Sohn Max (1853–1935) folgte Otto Merseburger als Verlagsleiter. Das Stadtgeschichtliche Museum Leipzig besitzt ein umfangreiches Konvolut aus dem Besitz Otto Merseburgers (ein Skizzenbuch und zahlreiche Lithografien), welches seine Schwiegertochter Anna Margarethe Merseburger dem Haus 1936 nach dem Tod ihres Mannes schenkte.